# Moenkhausia hasemani
Moenkhausia hasemani är en fiskart som beskrevs av Eigenmann, 1917. Moenkhausia hasemani ingår i släktet Moenkhausia och familjen Characidae. Inga underarter finns listade i Catalogue of Life.